# Telti
Telti (sardisk: Tèlti) er en by og en kommune (comune) i provinsen Sassari i regionen Sardinien i Italien. Byen ligger i 326 meters højde og har 2.304 indbyggere (2016). Kommunen har et areal på 83,25 km² og grænser til kommunerne Calangianus, Monti, Olbia og Sant'Antonio di Gallura.